# روزانا سیمون
روزانا سیمون آلامو (اسپانیایی: Rosana Simón Álamo؛ متولد ۱۱ ژوئیه ۱۹۸۹ در لس یانس د آریدانه، استان سانتا کروس دو تنریف، جزایر قناری) یک زن تکواندوکار اسپانیایی است.
او در مسابقات قهرمانی تکواندو جهان ۲۰۰۹ در کپنهاگ، دانمارک در دسته سنگین‌وزن (۷۳+ کیلوگرم) مدال طلا را از آن خود کرد. در مسابقه نهایی، سیمون با نتیجه ۶ بر ۴ لیو روی از چین را شکست داد. او یک ضربه سر ۳ امتیازی را مقابل حریف چینی به ثمر رساند و در فاصله ۱۵ ثانیه مانده به پایان بازی او را از پا درآورد.